# Axel Lawarée
Axel Lawarée (Liegi, 9 ottobre 1973) è un ex calciatore belga, di ruolo attaccante.

## Carriera
Fu capocannoniere del campionato austriaco nel 2003.